# おもひでぽろぽろ
『おもひでぽろぽろ』（英語: Only Yesterday）は、原作：岡本螢、作画：刀根夕子による日本の漫画、メディアミックス作品。
原作は、『週刊明星』に1987年3月19日号から同年9月10日号にかけて連載。単行本は青林堂から全2巻にまとめられ、1988年2月に刊行された。昭和40年代を舞台に、小学5年生の少女・タエ子の日常を描く。アニメ作品では、原作にはない27歳のOLとなったタエ子の描写が加えられ、彼女が小学生時代の思い出を振り返るストーリーが描かれている。
本項では、漫画作品を原作としたスタジオジブリ制作によるアニメーション映画作品とそれを基とする舞台作品、およびNHK BSプレミアムとNHK BS4Kで放送されたテレビドラマについても記述する。

## 登場人物
岡島タエ子（小学5年生時代）
原作の主人公で1966年当時の10歳のタエ子。岡島家の三女として育った。作文は上手だが、算数（特に分数の割り算の計算）が苦手。ごく普通の明るい女の子だが、末っ子らしくやや意固地でわがままな一面も持っており、特に次姉のヤエ子とは反発し合うことが多い。劇中で自分の初恋を思い出す場面で、学校の帰りに初恋相手の「ヒロ」君と会話し別れた後、「ヒロ」君と自分の好みが一緒だと知り嬉しくて、空を泳ぐ自分の姿を空想している。
後年のスタジオジブリ作品『平成狸合戦ぽんぽこ』の妖怪大作戦で、空想の中の空を泳ぐ小学生のタエ子が一瞬映る。
タエ子の母
専業主婦。着物と割烹着姿の描写が多い。
タエ子のわがまま加減には呆れている節があり、タエ子の成績（特に算数）がひどすぎるあまり、ヤエ子に家庭教師の依頼をした。
タエ子の父
サラリーマン。タエ子を「ター坊」と呼んでいる。
口数が少なく厳格な性格。タエ子が文化祭の芝居で子役として出演依頼された件には、芸能界は危険だし早すぎると猛反対した。
その一方、末っ子のタエ子に甘いところがあるが、家族で外食に行く際に一度だけ靴を履かないまま玄関を出たタエ子を平手打ちした（このため予定していた外食は中止になったという）。
タエ子の祖母
控えめで落ち着いた性格。
初めて家族でパイナップルを食べた際には、その味にがっかりしていた。
姉妹のことをよく見ており、「うちの子はみんなわがままだよ」と発言した。
ナナ子
岡島家の長女。1966年の時点で美大の1年生。流行りもの好きでミーハーな面がある。ジブリアニメ版では現在（1982年）のタエ子と電話で会話するシーンで声のみ登場する。
ヤエ子
岡島家の次女。1966年の時点で高校2年生。ややキツめな性格で、所有していたエナメルのハンドバッグをめぐってタエ子と喧嘩したこともある。成績優秀で宝塚ファン。
谷ツネ子
タエ子の小学生時代のクラスメイト。はっきりしていて気の強い性格。家は裕福なようで、別荘を持っている。論理的な思考の持ち主で、クラスの話し合いでは巧みな例えを用いて生徒を納得させている。
アイ子
近所の小学6年生。
トコ
タエ子の小学生時代のクラスメイト。ややぽっちゃりしている。
リエ
タエ子の小学生時代のクラスメイト。発育がよく、小学4年生のときに初潮を迎えている。ジブリアニメ版では後に2児の母になったという設定が追加されている。
スー
タエ子の小学生時代のクラスメイト。本名は鈴木。脱脂粉乳が苦手。野球少年団に所属している。
広田秀二
タエ子の小学生時代の同級生。爽やかな印象で野球がとても上手く、エースを務めるほどで、殿村を手玉に取った。タエ子のことが好きだった。クラスメイトからは「ヒロ」と呼ばれている。
殿村
タエ子の小学生時代のクラスメイト。野球が上手く、スーからは広田の球を打てるのは殿村ぐらいだと評価されている。

### ジブリアニメオリジナル
岡島タエ子（27）
アニメ映画版の主人公。東京の会社に勤めるOL。東京で生まれ育ったこともあり、田舎に憧れていた。山形にあるナナ子の夫の親戚の家に滞在する。1955年生まれ。映画版では、1956年2月22日生まれという設定がある。
トシオ（25）
アニメオリジナルのキャラクター。ミツオとカズオの又従兄弟に当たる。サラリーマンから農業に転身。有機栽培農業を目指している。冬の時期にはスキーのインストラクターを引き受けている。タエ子より2歳下だが、洞察力に長けており、優しく頼もしい性格。
あべくん
タエ子の小学生時代のクラスメイト。5年生の一学期に転校してきた。家が貧しく、たびたび不潔な行動をとるため皆から嫌われていた。タエ子の前ではポケットに手をつっこんで道に唾を吐き捨てるなど不良少年のように振る舞っていた。その後、また別の学校に転校することになり、最後に担任の先生の提案でクラスの全員と握手をすることになったが、あべくんはタエ子にだけ「お前とは握手してやんねーよ」と言って握手をしなかった。タエ子は彼のこの行動がずっと謎で心残りだったが、トシオの助言により、彼がタエ子のことが好きだったことが分かった。
ミツオ
ナナ子の夫。
カズオ
ミツオの兄。ばっちゃんがタエ子に対して「トシオの嫁になって欲しい」と発言し、それに動揺したタエ子が家を飛び出してしまった際にばっちゃんをたしなめた。
キヨ子
カズオの妻。
ナオ子
カズオとキヨ子の娘。中学生。流行には敏感な様子。タエ子から東京の様子や、自身の少女時代の話を聞いて仲良くなる。
ばっちゃん
トシオの祖母。タエ子にトシオの嫁になって欲しいと発言しタエ子を動揺させる。
トシオの母
優しい母。典型的な農家の主婦。タエ子がやってきたとき歓迎してくれてもてなしてくれる。ナオ子にプーマのシューズをねだられていた。タエ子が動揺して家を飛び出したとき引き止めようとした。
駅員
トラヒゲ

## 書誌情報
- 『おもひでぽろぽろ 1』（1988年2月）青林堂 ISBN 4-7926-0175-4
- 『おもひでぽろぽろ 2』（1988年2月）青林堂 ISBN 4-7926-0176-2
- 『おもひでぽろぽろ 1』（1996年10月）集英社文庫 ISBN 4-0861-7179-1
- 『おもひでぽろぽろ 2』（1996年10月）集英社文庫 ISBN 4-0861-7180-5
- 『おもひでぽろぽろ 上』（2005年1月）青林堂 ISBN 4-7926-0374-9
- 『おもひでぽろぽろ 下』（2005年2月）青林堂 ISBN 4-7926-0376-5
- 『おもひでぽろぽろ 愛蔵版』（2011年5月10日）青林堂 ISBN 978-4-7926-0432-5

## アニメ映画
『おもひでぽろぽろ』（英題：Only Yesterday）は岡本螢、刀根夕子作の同漫画を原作に1991年7月20日に公開されたスタジオジブリ制作の日本のアニメーション映画でスタジオジブリがスタッフを社員化にして作った最初の作品。高畑勲監督長編アニメーション映画化第7作。キャッチコピーは「私はワタシと旅に出る」。

### 概要
企画立案者はオムニバスプロモーションの斯波重治で、宮崎駿曰く「アニメ化するには難解な原作で、高畑勲しか監督できない」と企画を持ち込んだ。一方、鈴木敏夫は2018年のインタビューにおいて、『火垂るの墓』を未完成なまま公開した高畑に再度監督できる機会を与えるとしたら「ジブリとしてこの作品を高畑さんでやると発表することだ」と宮崎が言ったと述べている。

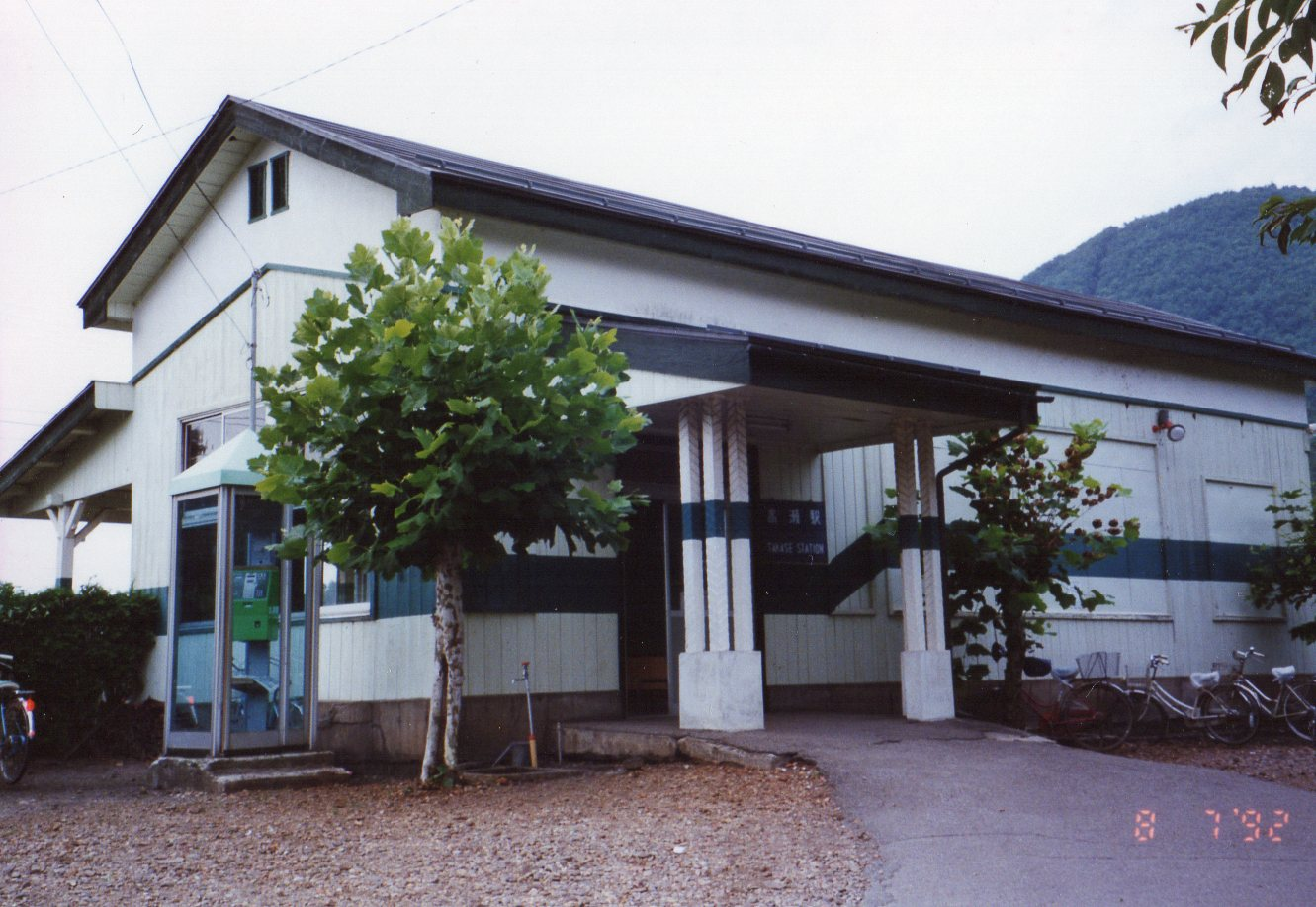
高瀬駅（山形県山形市・旧駅舎）

全編に徹底したリアリズムが貫かれ、舞台となった1982年の山形県山形市高瀬地区の様子や仙山線高瀬駅などが緻密に描かれている。また、1966年の描写においてもその当時の様子を徹底的なリサーチを元に描いている。特にブラウン管の中に登場する『ひょっこりひょうたん島』については、当時ほとんど現存しなかった関係資料を捜し求め、苦労の末に偶然、録音していたカセットの持ち主を探し出し、当時の内容を再現したほどである。また1966年当時、高視聴率だったドラマ『おはなはん』の曲を挿入するなど、当時の様子の再現には細かい配慮がみられる。
監督には『火垂るの墓』以来3年ぶりに高畑勲を起用。本作も『火垂るの墓』と同じく現在進行形のストーリーではなく、主人公による過去の回想を軸としたストーリー展開である。企画当初高畑は本作を手がけることに消極的だったが、鈴木敏夫が説得するなかで「思い出を思い出すということは、思い出す人がいるんでしょう」と発言、「高校生の主人公による回想」を「27歳のキャリアウーマン」に変えたという。ただしテレビアニメ絵本では大人のシーンは省略され、物語のラストも視点が異なる都合上本編とは異なる。
鈴木敏夫によれば、本作は主役のタエ子役＝今井美樹ありきの企画であり、高畑は「今井さん以外、考えられない」「彼女（今井）がやってくれないんだったら、この企画はボツです」と語ったという。
1982年のパートははっきりとした色調で描かれており、現実にありそうな風景になっている。主人公であるタエコとトシオのキャラクターイメージも、演じた今井と柳葉敏郎を意図したデザインになっている。対して、1966年のパートは淡い色調で描かれており、「思い出の中の風景」という雰囲気をかもし出している。
また1982年を描いたパートは、演者の音声を事前にレコーディングしてからアニメを制作するというプレスコ手法を採用した。映画『じゃりン子チエ』で、声優に起用された芸能人の話芸をアフレコでは十分生かせなかったと感じていた高畑は、本作で初めてプレスコを導入し、続く『平成狸合戦ぽんぽこ』以降はすべての劇場作品でプレスコを採用するようになった。
また主題歌はアマンダ・マクブルーム作詞・曲（ベット・ミドラー歌）の「The Rose」を高畑勲が日本語に訳し、都はるみが歌った「愛は花、君はその種子」。
日本で「ジブリがいっぱいCOLLECTION」シリーズとして発売されたセルビデオは、20万本を出荷した。
2016年2月に北米で劇場公開された。英語吹き替え版が北米で劇場公開されるのはこれが初になる。配給はGKIDS。
劇団わらび座の企画制作、スタジオジブリの協力により、2011年にスタジオ・ジブリ作品として初めて舞台化された。

### あらすじ
1982年の夏。27歳になるOL岡島タエ子は、勤務先で休暇を取得。姉・ナナ子の夫の親類宅に2度目の滞在をさせてもらうことになった。
タエ子は、山形へ向かう寝台特急あけぼの3号の車中で、田舎がないことで寂しい思いをした小学5年生の自分を思い出す。その後、電車から降りたタエ子はトシオと出会ってしばらくの間車に乗って家に移動する。滞在先の家の息子・トシオや農家の人々と交流するうちに、さらに当時の思い出がよみがえっていき、次第にタエ子は農家の人々の暮らしに強い魅力を感じるようになる。
そんなタエ子の心境を見抜いたトシオの祖母は、トシオと結婚してこちらへの永住を思わせる発言をする。しかし、タエ子の気持ちは所詮「都会育ちの人が田舎暮らしに憧れている」だけに過ぎず、時として重労働にもなる農家の仕事を、結婚しつつ生涯ずっと続ける運命だと思っていなかったため、思わず家を飛び出してしまった。
そこへ畑から帰る途中、偶然来合わせたトシオに、タエ子は小学校のとき同じクラスのあべくんが転校することになりクラスの全員と握手をすることになった際、「お前とは握手してやんねーよ」と言ってタエ子とだけ握手をしなかったことを話す。トシオは友達のいなかったあべくんは隣の席のタエ子に強がりを言いやすくタエ子に甘えていた、また友達でないクラス全員となんて握手したくなかった、それでタエ子には本音を出せたのだと話す。トシオの言葉に心を解きほぐされたタエ子は、彼の明るくまっすぐなところに少しずつ惹かれ始めていた。
結局、タエ子は自分の本当の気持ちを言うことができないまま、冬に再び帰郷する前提で東京に帰ってしまおうと列車に乗り込む。車中で今までの人生の記憶があふれる中でトシオともっと話がしたいと思ったタエ子は、（演出で）タエ子の前に集まってきたかつての小学生たちを見たことで、途中で列車を降りて永住の話に同意するためと思われる連絡を公衆電話で行い、迎えに来た彼の車で元来た道を戻っていく。そして、精神的に自立し始めたタエ子の姿を、小学5年生のタエ子とその同級生たちの面影が静かに見守るのであった。
思い出の描写
作中の「思い出」の描写は以下の順番である。序盤は4つが一気に描写されるが、その後は間をあけて描かれる。
- タエ子が小学時代に旅行で風呂に入ってそのままのぼせる話
- パイナップルの味を家族で確かめる話
- 淡い初恋の記憶
- タエ子が初めて生理を経験する話
- たった1度だけお父さんに殴られた話
- 分数の割り算が解けないタエ子
- 親がタエ子を芸能事務所に入れるのを拒否するが、家では『ひょっこりひょうたん島』が放送されていた話
- 少しの間だけ同級生だった「あべくん」との苦い記憶の話

### 声の出演
| キャラクター   | 日本語版 | 英語版 |
| -------------- | --- | --- |
| 岡島タエ子     | 今井美樹 | デイジー・リドリー |
| 岡島タエ子     | 本名陽子 | アリソン・フェルナンデス |
| トシオ         | 柳葉敏郎 | デーヴ・パテール |
| 岡島ナナ子     | 山下容莉枝 | ローラ・ベイリー |
| 岡島ヤエ子     | 三野輪有紀 | アシュリー・エクスタイン |
| タエ子の母     | 寺田路恵 | グレイ・グリフィン |
| タエ子の父     | 伊藤正博 | マシュー・ヤン・キング |
| タエ子の祖母   | 北川智絵 | モナ・マーシャル |
| 谷ツネ子       | 飯塚雅弓 | ホープ・レビー |
| アイ子         | 押谷芽衣 | ステファニー・シェー |
| 近所の6年生    | 岩崎ひろみ | |
| トシオの母     | 仙道孝子 | |
| トコ           | 小峰めぐみ | エイヴァ・エイカーズ |
| リエ           | 滝沢幸代 | マデリン・イェン |
| スー           | 石川匡 | ジェイデン・ビーツ |
| 広田秀二       | 増田裕生 | ジアネラ・ティールマン |
| あべくん       | 佐藤広純 | |
| カズオ         | 後藤弘司 | マシュー・ヤン・キング |
| キヨ子         | 石川幸子 | スマリー・モンタノ |
| ナオ子         | 渡辺昌子 | タラ・ストロング |
| ばっちゃ       | 伊藤シン | ニカ・ファターマン |
| 担任の先生     | 近藤芳正 | |
| 駅員           | 古林嘉弘 | |
| おさげ         | | タラ・サンズ |
| ドン・ガバチョ | 永井一郎 （カメオ出演） | ギア・コロンティールマン |
| 同級生         | 高橋一生 | |
| 役不明         | 小島幸子 市川浩 川端大輔 武藤真弓 大成誠晃 脇田麻衣子 宝田絢子 飯尾麻耶 三島知子 林亜紀 南一恵 井上大輔 大友大輔 山本剛 大豆生田信彰 鈴木えり子 松本修 | カイル・アーム アレク・カサレス ジェイコブ・ギュンター シェーラミ・ライ ユリ・ローウェンタール ジェネシス・オチョア カーク・ソーントン |

### スタッフ

#### 映像制作
| 製作                           | 製作                           | 徳間康快 |
| 企画                           | 企画                           | 斯波重治 |
| 原作                           | 原作                           | 岡本螢、刀根夕子 徳間書店・青林堂刊 |
| 絵コンテ                       | 絵コンテ                       | 高畑勲、百瀬義行、森友典子 |
| 音楽監督                       | 音楽監督                       | 星勝 |
| 場面設計                       | 場面設計                       | 百瀬義行 |
| キャラクターデザイン           | キャラクターデザイン           | 近藤喜文 |
| 作画監督                       | 作画監督                       | 近藤喜文、近藤勝也、佐藤好春 |
| 原画                           | 原画                           | 大塚伸治、篠原征子、石井邦幸、森友典子、賀川愛、遠藤正明、二木真希子、大谷敦子、清水洋、杉野左秩子、羽根章悦、山川浩臣、保田夏代、磯光雄、練木正宏、諸橋伸司 池田淳子、大平晋也、田辺修、前田真宏、井上俊之、近藤勝也、佐藤好春 |
| 動画チェック                   | 動画チェック                   | 立木康子、舘野仁美、中込利恵 |
| 動画                           | 動画                           | 手島晶子、岡部和美、西戸スミエ、牧孝雄、柴田和子、波岡浩美、手塚寛子、藤村理枝、木田葉子、佐藤伸子、大村まゆみ、北島由美子、東誠子、槇田喜代子、山浦由加里、篠崎光司 伊藤秀樹、小西賢一、吉田健一、中村勝利、斉藤昌哉、岡田妙智子、柴田絵理子、浅野宏一、山田憲一、安藤雅司、野田武広 、井上博之、笹木信作、前村貞美、岩柳恵美子、椎名律子 新留理恵、長嶋陽子、松下敦子、末田久子、太田久美子、粉川剛、氷詠美、柳川花子、真野鈴子、安達昌彦、堀井久美、石割悦子、渋谷正行、小松政徳、尾崎和孝、六車謙一 平田英一郎 |
| 作画協力                       | 作画協力                       | OH!プロダクション、動画工房、グループどんぐり、アニメトロトロ、スタジオコクピット |
| 美術監督                       | 美術監督                       | 男鹿和雄 |
| 美術助手                       | 美術助手                       | 久村佳津 |
| 背景                           | 背景                           | 山川晃、太田清美、田中直哉、長縄恭子、武重洋二、崎元直美 山本二三 スタジオ風雅 黒田聡、針生勝文、永井一男 |
| ハーモニー処理                 | ハーモニー処理                 | 高屋法子 |
| 特殊効果                       | 特殊効果                       | 谷藤薫児 |
| 色彩設計                       | 色彩設計                       | 保田道世 |
| 仕上検査                       | 仕上検査                       | 片山由里子、立山照代、木村郁代、久田由紀、小川典子 |
| 仕上                           | 仕上                           | 大城美奈子、吉川潤子、小野暁子 IMスタジオ 伊勢田美千代、田島ゆかり、福島栄子、小沼真理子、柴田美知子、谷田陽子、池ケ谷直美、末永康子、藤原久代、根岸克男 スタジオキリー 高橋直美、渡辺信子、森沢千代美、渡部真由美、太田美智子、水野順子、後藤恵子 トレーススタジオM 谷藤美加、伊藤二三子、酒井貴子、伊藤由紀子、前野泉、後醍玲子、渡辺芙美子 京都アニメーション 江田美穂子、高谷公美 童夢舎 古橋泰子、鈴木恵子 |
| 撮影監督                       | 撮影監督                       | 白井久男 |
| 撮影                           | 撮影                           | スタジオコスモス 池上元秋、伊藤寛、黒田洋一、鈴木典子、大藤哲生、池谷和美、池上伸治、前原勝則、鈴木克次、野口博志、安生哲也、難波充子 |
| 技術協力                       | 技術協力                       | ムラオ、太陽色彩 スタック、デュプロシステム |
| 音響制作                       | 音響制作                       | オムニバスプロモーション 真山恵衣 |
| 音響監督                       | 音響監督                       | 浅梨なおこ |
| 方言指導                       | 方言指導                       | 芝田陽子 |
| 整音                           | 整音                           | 井上秀司、住谷真 |
| 音響効果制作                   | 音響効果制作                   | E&Mプランニングセンター |
| 音響効果                       | 音響効果                       | 伊藤道廣 |
| 音響効果助手                   | 音響効果助手                   | 石野貴久、石上明宏 |
| 音響効果協力                   | 音響効果協力                   | 猪飼和彦、石田勝美、渡辺基、阿部敏昭 |
| 音楽制作 CD制作                | 音楽制作 CD制作                | 徳間ジャパンコミュニケーションズ |
| 音楽制作協力                   | 音楽制作協力                   | KATZ SONGS |
| 音楽ディレクター               | 音楽ディレクター               | 及川善博 |
| 音楽アシスタントディレクター   | 音楽アシスタントディレクター   | 松本健太郎 |
| 録音スタジオ                   | 録音スタジオ                   | 東京テレビセンター |
| アフレコ協力                   | アフレコ協力                   | 山形放送 |
| タイトル                       | タイトル                       | 真野薫、道川昭 |
| 編集                           | 編集                           | 瀬山武司 |
| 編集助手                       | 編集助手                       | 金子尚樹、木田伴子、毛利安孝 |
| 編集所                         | 編集所                         | フィルムマジック |
| 監督助手                       | 監督助手                       | 須藤典彦 |
| 演出助手                       | 演出助手                       | 村田和也、山本正仁 |
| 制作担当                       | 制作担当                       | 高橋望 |
| 制作デスク                     | 制作デスク                     | 川端俊之 |
| 制作進行                       | 制作進行                       | 西桐共昭、有富興二、洞口朋紀、河西宏 |
| 経理事務                       | 経理事務                       | 新井田雄一 |
| 制作事務                       | 制作事務                       | 山本珠実 |
| 協力                           | 協力                           | 富樫とみよ、海谷幸三郎、奥山一男、鈴木敏幸、高橋卓也、早坂義真 大賀藕絲館 |
| 取材監督                       | 取材監督                       | 荒井幸博 |
| 農業取材                       | 農業取材                       | 星寿男 |
| 紅花取材                       | 紅花取材                       | 井上市郎、鈴木孝男、村田民雄 |
| キャラクター造形取材           | キャラクター造形取材           | 佐藤忠良 |
| モデル取材                     | モデル取材                     | 菊池良一 |
| トシオモデル                   | トシオモデル                   | 二宮隆一、遠藤五一 |
| 学校取材                       | 学校取材                       | 東京都渋谷区立広尾小学校、東京都武蔵野市立第一小学校 |
| ひょっこりひょうたん島資料提供 | ひょっこりひょうたん島資料提供 | 井上ひさし、久里洋二 日本放送協会、ひとみ座、テアトルエコー、サニム |
| マーガレット資料提供           | マーガレット資料提供           | 集英社 |
| エンディング構成               | エンディング構成               | 板垣恵一 |
| 現像                           | 現像                           | 東京現像所 |
| DOLBY STEREO技術協力           | DOLBY STEREO技術協力           | 極東コンチネンタル株式会社 森幹生 |
| 制作                           | 制作                           | スタジオジブリ |
| プロデューサー                 | プロデューサー                 | 鈴木敏夫 |
| エグゼクティブプロデューサー   | エグゼクティブプロデューサー   | 原徹 |
| 製作プロデューサー             | 製作プロデューサー             | 宮崎駿 |
| 脚本 監督                      | 脚本 監督                      | 高畑勲 |

#### 製作委員会
| 総指揮             | 徳間康快 |
| 代表               | 佐々木芳雄、磯邊律男 |
| 代表委員           | 山下辰巳、高木盛久 |
| 推進委員長         | 小金井道宏、加藤博之、東海林隆、瀬木博雅 |
| 推進委員           | 尾形英夫、漆戸靖治、間部耕苹、宮川智雄 |
| プロデューサー     | 横尾道男、武井英彦、森江宏 |
| 実行委員           | 徳間書店 田所稔、金子彰、三浦厚志、星野博美、市川英子 日本テレビ 務台猛雄、能勢康弘、奥田誠治、財前祐子、高橋靖二 博報堂 佐藤孝、渡邊一夫、田中運浩、鈴木伸子 |
| 企画協力           | アニメージュ編集部 武田実紀男、佐々木崇夫 |
| 宣伝プロデューサー | 徳山雅也 |
| 宣伝               | 東宝 南部真由美 |
| 特別協賛           | カゴメ、ブラザー工業 |
| キャッチコピー     | 糸井重里 |
| 配給               | 東宝 |

#### 吹き替え版
| 翻訳             | デイヴィッド・フリードマン |
| キャスティング   | ドーン・ハーシー           |
| スーパーパイザー | ジェームス・ラファティ     |
| プロデューサー   | ジェフリー・ウェクスラー   |

### 主題歌
1979年の映画『ローズ』の主題歌でベット・ミドラーが歌う「The Rose」を高畑勲が訳詞し、演歌歌手の都はるみが歌った。

#### エンディングテーマ
「愛は花、君はその種子」
作詞・作曲 - アマンダ・マクブルーム / 訳詞 - 高畑勲 / 編曲 - 星勝 / 歌 - 都はるみ（日本コロムビア）

#### 挿入曲
この欄の「現在」は、1982年を指す。
「ライディーン」
プロデュース・作詞・作曲・歌 - イエロー・マジック・オーケストラ（アルファレコード）
現在のタエ子が買い物に行った東京の商業施設の店内BGMとして流れる。
「東京ブルース」
作詞 - 水木かおる / 作曲・編曲 - 藤原秀行 / 歌 - 西田佐知子（ポリドール・レコード）
茶の間で小学生のタエ子が初めてパイナップルを食べるシーンで流れる（そばにあるテレビから流れている模様）
「想い出の渚」
作詞・作曲・歌 - ザ・ワイルドワンズ / 編曲 - 森岡賢一郎（東芝音楽工業）
タエ子が小学生の頃、ビートルズの来日をきっかけに日本でグループサウンズが流行りだしたことを伝えるシーンで流れる。
「だまって俺について来い」
作詞 - 青島幸男 / 作曲 - 萩原哲晶 / 歌 - 植木等（東芝音楽工業）
小学生のタエ子の学級会で、1人の女子生徒が「給食で嫌いなものを残すのは良くない」という意見が出て紛糾するシーンのBGMとして流れる。
「星のフラメンコ」
作詞・作曲 - 浜口庫之助
「（小学生の）タエ子を好きな男の子（広田）が『5の4』のクラスにいる」と聞いた友だちが、どんな子かを確認しにそのクラスに行った後、5の4の女子生徒3人がこの歌を歌って彼を冷やかす。また、数日後のクラス対抗の野球の試合でこの曲のインストゥルメンタルが流れる。
「『おはなはん』のテーマ」
本作の舞台である1966年にテレビで実際に放送されていた、NHK連続テレビ小説（朝ドラ）『おはなはん』のテーマ曲。
小学生のタエ子が帰り道に、広田から「雨の日とくもりの日と晴れとどれが一番好き？」と聞かれるシーンで流れる。
「Teremtés」
マルタ・シェベスチェン&ムジカーシュの楽曲。
現在のタエ子が山形の駅に降り立ち、迎えに来たトシオの車からこの歌が流れる。トシオが好きな歌の一つでもある。
「MALKA MOMA DVORI METE DILIMANO,DILBERO」
歌 - ブルガリア国立女声合唱団
現在のタエ子が山形の紅花畑にやって来て、農作業前の準備をするシーンのBGMとして流れる。
「『NHKのど自慢』のテーマ」
長年NHKで実際に放送されている素人参加の歌番組「NHKのど自慢」のテーマ曲。
小学生のタエ子が家族で外食しに行く直前、自宅で留守番をする祖母が見るテレビから流れる。
「こんにちは赤ちゃん」
作詞 - 永六輔 / 作曲 - 中村八大 / 歌 - 梓みちよ
上記のシーンに続けてタエ子が姉のバッグを巡って駄々をこねる中、上記番組に出場する女性が歌唱する。
「さよならはダンスの後に」
作詞 - 横井弘 / 作曲 - 小川寛興 / 歌 - 倍賞千恵子（キングレコード）
小学生のタエ子が、自宅でリンゴを食べながら見るテレビから流れる。
「コケコッコのうた」
作詞 - 井上ひさし、山元護久 / 作曲・編曲 - 宇野誠一郎 / 歌 - 藤村有弘
1966年頃に実際にテレビで放送されていたNHKの人形劇『ひょっこりひょうたん島』のキャラクターのドン・ガバチョが歌う歌。小学生のタエ子が自宅のテレビで同番組を見ていたところ、日大で演劇をする学生が彼女に子役として出演してもらうため岡島家を訪ねてくる。
「プア・ボーイ」
作詞 - 井上ひさし、山元護久 / 作曲・編曲 - 宇野誠一郎 / 歌 - 熊倉一雄
上記から数日後、同じくタエ子がテレビで上記番組を見る中、岡島家に根気よく説得に来た学生が玄関先でタエ子の母とやり取りする。
「ひょっこりひょうたん島」
作詞 - 井上ひさし、山元護久 / 作曲・編曲 - 宇野誠一郎 / 歌 - 前川陽子、ひばり児童合唱団（朝日ソノラマ）
買い物に付き添った小学生のタエ子が母との会話で気分を損ねるが、この歌を歌って元気を取り戻す。
「FRUNZULITĂ LEMN ADUS CÎNTEC DE NUNTĂ」
ゲオルゲ・ザンフィル
現在のタエ子とトシオが蔵王に訪れ、目の前に広がる山林や田畑などの自然を見ながら会話するシーンのBGMとして流れる。
「STORNELLI」
ITALIE ETERNELLE
現在のある月夜に、トシオがタエ子と気晴らしに田舎道をドライブするシーンでカーラジオからこの曲が流れる。
「好きになった人」
作詞 - 白鳥朝詠 / 作曲・編曲 - 市川昭介 / 歌 - 都はるみ（日本コロムビア）
現在のタエ子が東京へ戻るため秋田の駅からローカル線に乗り込み、後ろの席に座るお爺さんのラジカセからこの歌が流れる。

#### 楽曲
「ハンガリー舞曲集」
作曲 - ヨハネス・ブラームス
タエ子が通う小学校で、ある日の給食時間に放送室から流れている模様。
「藁の中の七面鳥」
日本ではフォークダンスで使われる曲の一つとして知られる。本作では、タエ子が通う小学校の掃除の時間のBGMとして流れる。
「ピアノ五重奏曲」
作曲 - フランツ・シューベルト
小学生のタエ子が自宅で父のご機嫌を取ってバッグを買ってもらうために肩を叩くシーンのBGMとして流れる。

### 受賞歴
- 第9回ゴールデングロス賞マネーメイキング監督賞[16]
- 第15回日本アカデミー賞（1992年） 話題賞 作品部門[17]

### 興行・売上記録
（日本）
| 内容                               | 記録                  | 補足 |
| ---------------------------------- | --------------------- | ---- |
| 興行収入                           | 31億8000万円          |      |
| 配給収入                           | 18億7000万円          |      |
| 全国動員                           | 216万9435人（91日間） |      |
| 『イメージアルバム』               |                       |      |
| 『サウンドトラック』               |                       |      |
| VHS・ベータ（徳間版）              |                       |      |
| VHS（ブエナビスタ版）              |                       |      |
| DVD（ブエナビスタ、2枚組・特典付） |                       |      |

### テレビ放送の視聴率
| 回数 | 放送日               | 視聴率 |
| ---- | -------------------- | ------ |
| 1    | 1992年10月09日（金） | 16.0%  |
| 2    | 1994年08月05日（金） | 16.2%  |
| 3    | 1999年07月02日（金） | 15.4%  |
| 4    | 2001年06月29日（金） | 13.3%  |
| 5    | 2004年07月02日（金） | 14.2%  |
| 6    | 2007年10月19日（金） | 08.5%  |
| 7    | 2013年11月29日（金） | 09.3%  |
| 8    | 2015年08月21日（金） | 09.3%  |

- いずれも日本テレビ「金曜ロードショー」→「金曜ロードSHOW!」での放送。なお、当作品の舞台となった山形県では1回目の放送のみ、編成上の都合から本来の日本テレビ系列である山形放送（当時はテレビ朝日系列とのクロスネット）ではなく、当時はフジテレビ系列だった山形テレビにて「火曜ロードショー」として4日遅れの時差ネットで放送した。1993年4月に山形テレビがテレビ朝日系列にネットチェンジし、山形放送は日本テレビ系列に一本化したため、2回目以降は山形放送にて同時ネットで放送している。

### 関連商品（アニメ映画）

#### 作品本編に関するもの
映像ソフト
- おもひでぽろぽろ VHS - 徳間書店（1992年1月1日）
- おもひでぽろぽろ LD - 徳間書店（1992年1月1日）
- おもひでぽろぽろ VHS - ブエナ ビスタ ホーム エンターテイメント（1999年7月2日）
- おもひでぽろぽろ DVD - ブエナ ビスタ ホーム エンターテイメント（2003年3月7日）
- おもひでぽろぽろ Blu-ray Disc - ウォルト・ディズニー・スタジオ・ジャパン（2012年12月5日）

出版
- おもひでぽろぽろ（ジス・イズ・アニメーション）（小学館、1991年9月20日）ISBN 4-09-101535-2
- おもひでぽろぽろ（徳間アニメ絵本）（徳間書店、1991年10月31日）ISBN 4-19-364673-4
- おもひでぽろぽろ―フィルムコミック（1）（徳間書店、1991年11月25日）ISBN 4-19-771110-7
- おもひでぽろぽろ―フィルムコミック（2）（1991年11月25日）ISBN 4-19-771111-5
- おもひでぽろぽろ―フィルムコミック（3）（1991年12月30日）ISBN 4-19-771121-2
- おもひでぽろぽろ―フィルムコミック（4）（1991年12月30日）ISBN 4-19-771122-0
- ロマンアルバム おもひでぽろぽろ（徳間書店、1991年11月30日、新装版2001年5月）ISBN 4-19-720159-1
- ジ・アート・オブ おもひでぽろぽろ（徳間書店、1991年12月25日）ISBN 4-19-811120-0
- スタジオジブリ作品関連資料集 型録Ⅲ（スタジオジブリ、1996年10月31日）ISBN 4-19-860596-3
- おもひでぽろぽろ（スタジオジブリ絵コンテ全集6）（徳間書店・スタジオジブリ事業本部、2001年8月31日）ISBN 4-19-861407-5
- ジブリの教科書6 おもひでぽろぽろ（文春ジブリ文庫）（スタジオジブリ編、文藝春秋、2014年3月10日）ISBN 978-4-16-812005-3
- シネマコミック6 おもひでぽろぽろ（文春ジブリ文庫）（スタジオジブリ編、文藝春秋、2014年4月10日）ISBN 978-4-16-812105-0

音楽
- おもひでぽろぽろ イメージアルバム 徳間ジャパンコミュニケーションズ（（再発版CD / 1997年4月5日）TKCA-71117（オリジナル盤 / 1990年12月28日））
- おもひでぽろぽろ オリジナル・サウンドトラック 徳間ジャパンコミュニケーションズ（（再発版CD / 1997年4月5日）TKCA-71118（オリジナル盤 / 1991年7月25日））
- おもひでぽろぽろ ドラマ・アルバム 徳間ジャパンコミュニケーションズ（1991年8月25日）TKCA-30352
- おもひでぽろぽろ レトロ編 徳間ジャパンコミュニケーションズ（1991年9月25日）TKCA-30376
- おもひでぽろぽろ クラシカル・アンサンブル 徳間ジャパンコミュニケーションズ（1991年10月25日）TKCA-71119

### 舞台
アニメーション映画を原作として劇団わらび座の企画制作、スタジオジブリの協力により齋藤雅文台本・作詞、栗山民也演出、甲斐正人作曲でミュージカル化され、2011年4月に天王洲 銀河劇場にて初演。同年5月から2012年1月までわらび座キャストにより「東日本大震災復興支援公演〜ふるさと東北の復興を共に〜」として秋田県のたざわこ芸術村わらび劇場でロングラン上演され、2012年4月から2014年2月まで全国ツアーが行われた。
2010年8月にミュージカル化が決定。スタジオ・ジブリ作品の舞台化は、本作が初めてとなった。

#### 上演日程
天王洲 銀河劇場公演
- 2011年4月16日 - 29日、東京・天王洲 銀河劇場

わらび劇場公演
- 2011年5月8日 - 7月22日、秋田・わらび劇場
- 2011年8月21日 - 2012年1月3日、秋田・わらび劇場

全国公演
- 2012年4月 -

全国公演ファイナル
- 2014年2月2日 - 5日、大阪・シアターBRAVA!
- 2014年2月14日 - 15日、仙台・東京エレクトロンホール宮城

#### キャスト（舞台）
銀河劇場での主なキャスト
- タエ子 - 朝海ひかる
- タエ子の母 / 山形のばっちゃ（2役） - 杜けあき
- トシオ - 三重野葵（わらび座）

キャスト一覧
| 役名                      | 天王洲 銀河劇場 | わらび劇場 | 全国公演 （2012年度） | 全国公演 （2013年度） | 全国公演 ファイナル |
| ------------------------- | --------------- | ---------- | --------------------- | --------------------- | ------------------- |
| タエ子                    | 朝海ひかる      | 碓井涼子   | 碓井涼子              | 宮菜穂子              | 朝海ひかる          |
| タエ子の母 山形のばっちゃ | 杜けあき        | 丸山有子   | 丸山有子              | 飯野裕子              | 杜けあき            |
| トシオ                    | 三重野葵        | 三重野葵   | 三重野葵              | 鈴木裕樹              | 鈴木裕樹            |
| タエ子の父                | 渡辺哲          | 渡辺哲     | 渡辺哲                | 尾樽部和大            | 渡辺哲              |
| ナナ子                    | 高橋磨美        | 高橋磨美   | 高橋磨美              | 熊坂理恵子            | 高橋磨美            |
| ヤエ子                    | 碓井涼子        | 小林すず   | 小林すず              | 寺本かのこ            | 小林すず            |
| カズオ                    | 平野進一        | 平野進一   | 近藤真行              | 近藤真行              | 平野進一            |
| キヨ子                    | 丸山有子        | 神谷あすみ | 金城翔子              | 金城翔子              | 金城翔子            |
| ナオ                      | 鈴木潤子        | 伊藤幸世   | 木原梨里子            | 木原梨里子            | 木原梨里子          |
| トノムラ                  | 椿康寛          | －         | －                    | －                    | －                  |
| シロー                    | 北村嘉基        | 北村嘉基   | 北村嘉基              | 柴田ゆう              | 千葉真琴            |
| あべ君                    | 森下彰夫        | 森下彰夫   | 伊藤明大              | 伊藤明大              | 森下彰夫            |
| 小タエ （小5のタエ子）    | 石丸椎菜        | 鈴木潤子   | 窪寺杏 伊藤幸世       | 伊藤幸世              | 伊藤幸世            |
| アイコ                    | 中里裕美        | 中里裕美   | 中里裕美              | 中里裕美              | 中里裕美            |
| トコ                      | 志賀ひかる      | －         | 伊藤幸世 窪寺杏       | 箕輪菜穂江            | 箕輪菜穂江          |
| リエ                      | 奥泉まきは      | 奥泉まきは | －                    | －                    | 奥泉まきは          |

#### スタッフ（舞台）
- 原作 - アニメーション映画『おもひでぽろぽろ』（脚本・監督：高畑勲、原作：岡本螢、刀根夕子）
- 台本・作詞 - 齋藤雅文
- 演出 - 栗山民也
- 作曲 - 甲斐正人
- 振付 - 田井中智子
- 美術 - 松井るみ
- 照明 - 勝柴次朗、八木優和（全国公演）
- 音響 - 小寺仁
- 衣裳 - 樋口藍
- ヘアメイク - 鎌田直樹
- 小道具 - 平野忍
- 歌唱指導 - 山口正義
- 舞台監督 - 佐久間勝徳
- 企画制作 - わらび座
- 協力 - スタジオジブリ

#### 関連商品（舞台）
サウンドトラック
- ミュージカル おもひでぽろぽろ（2011年4月27日、SOUND LIFE、DQC-739）

## テレビドラマ
「スペシャルドラマ」として実写ドラマ化され、NHK BSプレミアムおよびNHK BS4Kで2021年1月9日の21:00-22:29に放送された。1966年（昭和41年）と2020年（令和2年）の東京を舞台に、2人のタエ子とそれぞれの家族が織りなす物語を描いたホームドラマ。舞台を2020年に変更した上で、主演の松坂慶子と杏の共演により、64歳となったタエ子を松坂が、その30代の娘・夏希を杏が演じている。
撮影は首都圏近郊にて2020年9月初旬から下旬に行われた。

### キャスト（テレビドラマ）
令和2年
- 杉本タエ子〈64〉 - 松坂慶子
- 杉本夏希（タエ子の娘） - 杏
- 杉本正伸（タエ子の夫） - 浅野和之
- 杉本みずき（タエ子の孫） - 横溝菜帆
- 村田マチ（タエ子のパート仲間） - 濱田マリ
- 坂口（シニア劇団の演出家） - 山中崇

昭和41年
- 岡島タエ子 - 稲垣来泉
- 岡島建造（タエ子の父） - 高橋克実
- 岡島芙美子（タエ子の母） - 鶴田真由
- 岡島ナナ子（タエ子の長姉） - 森迫永依
- 岡島ヤエ子（タエ子の次姉） - 原菜乃華

### スタッフ（テレビドラマ）
- 原作 - 岡本螢、刀根夕子 『おもひでぽろぽろ』
- 脚本 - 矢島弘一
- 演出 - 渡辺一貴（NHKエンタープライズ）
- 撮影協力 - 青梅ロケーションサービス
- プロデューサー - 緒方慶子
- 制作統括 - 柴田直之（NHK）、西村崇（NHKエンタープライズ）、大谷直哉（ザロック）
- 制作著作 - NHK、ザロック